# Willy Purucker

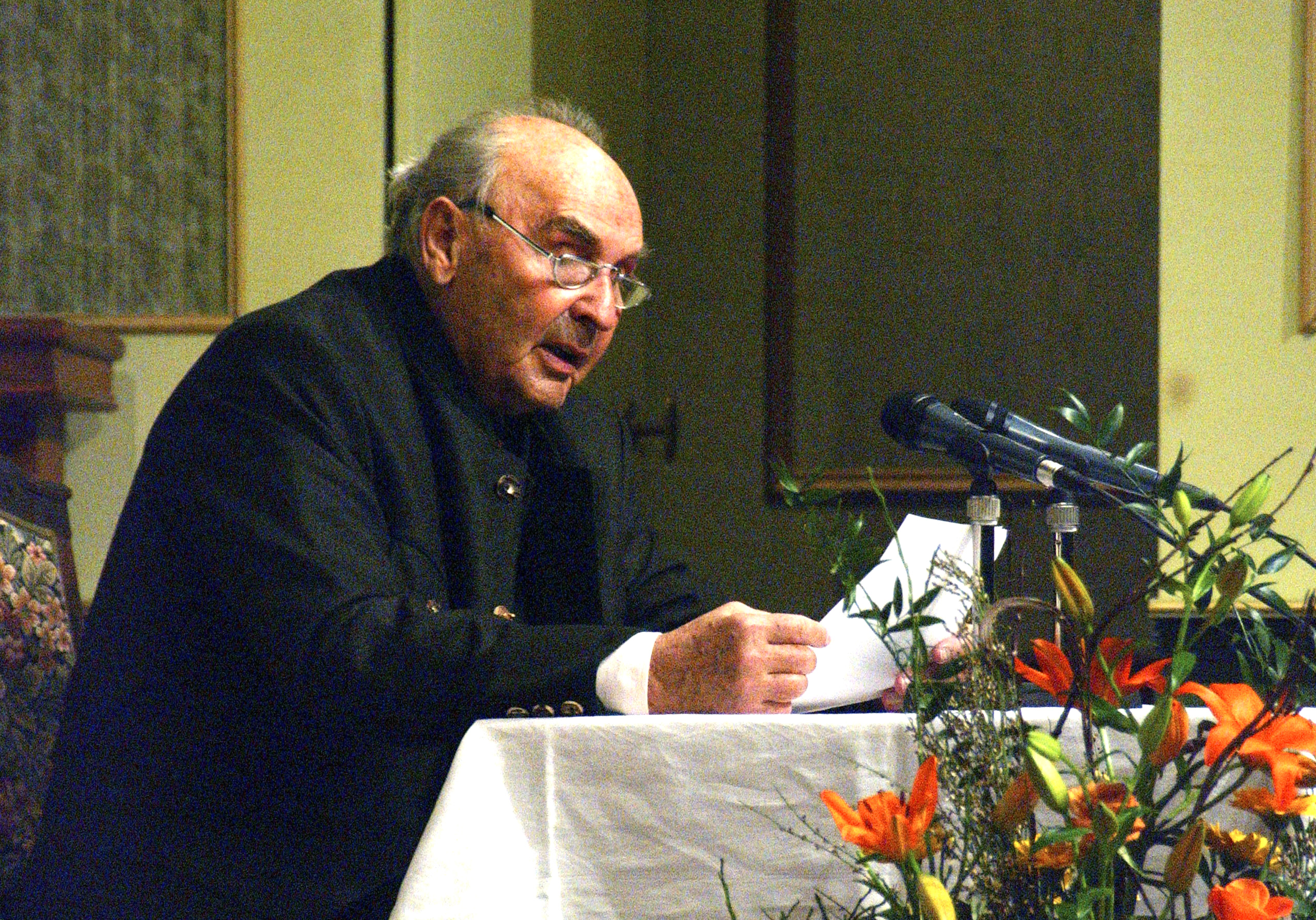
Willy Purucker, 2003

Willy Purucker (* 10. August 1925 in München-Haidhausen; † 6. Februar 2015 in Garmisch-Partenkirchen) war ein deutscher Drehbuchautor, Regisseur und Hörfunkmoderator.

## Leben
Purucker war Mitglied in der Hitler-Jugend und nahm nach dem Notabitur 1943 als Kriegsfreiwilliger im Fallschirmpanzerkorps Hermann Göring als Fallschirmjäger am Zweiten Weltkrieg teil. Nach der Rückkehr aus US-amerikanischer Kriegsgefangenschaft begann Willy Purucker seine berufliche Laufbahn im Herbst 1945 als Zeichner und Karikaturist für die Neue Zeitung in München. Seine zuständigen Feuilleton-Redakteure waren Erich Kästner und Robert Lembke. In der Folge schrieb er zahlreiche Hörfunksendungen, bei denen er auch Regie führte. Zu den unzähligen Hörspielen unter seiner Regie gehörte auch das einzige Paul-Temple-Hörspiel, das der Bayerische Rundfunk (BR) produzierte, nämlich Paul Temple und der Conrad-Fall aus dem Jahr 1959 mit Karl John und Rosemarie Fendel.
1972 entfachte er mit dem Fernsehfilm Im Bayerischen Stil, in dem er den Ausverkauf der bayerischen Kulturgüter brandmarkte, in seiner Heimat einen Skandal.
Ab 1979 wurde vom BR Puruckers 28-teilige Hörspielserie Die Grandauers und ihre Zeit produziert, die von 1980 bis 1985 ausgestrahlt wurde. Die Hörspielserie erzählt eine bayerische Familiensaga im (Münchner) Kleinbürgermilieu von 1893 bis 1945 und diente ihm als Vorlage für seine Fernsehserie Löwengrube. Die Familien- und Kriminalserie entstand von 1987 bis 1992 in drei Staffeln, die in 32 einstündigen Folgen das Schicksal zweier Münchner Familien vom Ende des 19. Jahrhunderts bis in die 1950er Jahre beschreibt und in der er seiner Heimatstadt ein Denkmal setzte. 1991 erhielt Purucker dafür den Bayerischen Fernsehpreis, 1992 den Adolf-Grimme-Preis mit Gold.
Außerdem schrieb Purucker u. a. die Drehbücher für drei Tatort-Folgen mit Gustl Bayrhammer als Kommissar Melchior Veigl, für den BR-Zweiteiler Mali und für den Fernsehfilm Frische Ware. Auch das Drehbuch für den Joseph-Vilsmaier-Film Und keiner weint mir nach (nach dem Roman von Siegfried Sommer) stammt von ihm.
Er starb am 6. Februar 2015 im Alter von 89 Jahren in Garmisch-Partenkirchen und wurde im Familiengrab auf dem Waldfriedhof Grünwald im Landkreis München beigesetzt.

## Schriften
- Die Grandauers. Roman. Langen Müller, München 2007, ISBN 978-3-7844-3081-2.
- Die Grandauers und die neue Zeit. Roman. Langen Müller, München 2008, ISBN 978-3-7844-3155-0.
- Die Grandauers und die Zeit danach. Roman. Langen Müller, München 2010, ISBN 978-3-7844-3216-8.

### Hörbuch
- Die Grandauers und ihre Zeit. Verlag Antje Kunstmann, München 2015, ISBN 978-3-88897-460-1.

## Auszeichnungen
- 1978: Ernst-Schneider-Preis
- 1990: Bayerischer Poetentaler
- 1990 und 1995: München leuchtet
- 1991: Goldener Gong für Löwengrube, gemeinsam mit Rainer Wolffhardt
- 1991: Bayerischer Fernsehpreis
- 1992: Adolf-Grimme-Preis mit Gold für Löwengrube, gemeinsam mit Rainer Wolffhardt, Jörg Hube und Christine Neubauer
- 1993: Oberbayerischer Kulturpreis
- 1994: Ernst-Hoferichter-Preis
- 1996: Bundesverdienstkreuz 1. Klasse
- 1999: Bayerischer Verdienstorden